# Drakesville (Iowa)
Drakesville – miasto w Stanach Zjednoczonych, w stanie Iowa, w hrabstwie Davis. W 2000 liczyło 185 mieszkańców.